# Oris Slovenije
Ta stran prikazuje tako oris kot pregled in aktualen vodič po Sloveniji:
Slovenija - suverena država na jugu Srednje Evrope, ki na zahodu meji z Italijo, na jugozahodu z Jadranskim morjem, na jugu in vzhodu s Hrvaško, na severovzhodu z Madžarsko, na severu pa z Avstrijo. Glavno mesto Slovenije je Ljubljana. Na različnih točkah slovenske zgodovine je bila država del rimskega cesarstva, bizantinskega cesarstva, republike Benečije, vojvodine Karantanije (le severni del sodobne Slovenije), svetega rimskega cesarstva, habsburške monarhije, avstrijskega cesarstva  (pozneje znana kot Avstro-Ogrska), Država Slovencev, Hrvatov in Srbov, Kraljevina Srbov, Hrvatov in Slovencev (preimenovana v Kraljevino Jugoslavijo leta 1929) med obema vojnama in Socialistično federativno republiko Jugoslavijo od 1945 do osamosvojitve leta 1991. Slovenija je članica Evropske unije, evroobmočja, schengenskega območja, Organizacije za varnost in sodelovanje v Evropi, Sveta Evrope in Nata.